# 亞洲電視節目列表
亞洲電視自1957年5月29日成立以來，每年都製作了不少電視節目，早年亦曾拍攝不少電視劇集，而現時則以製作資訊節目為主，以下是亞洲電視曾製作過的節目列表。

## 新聞節目

### 新聞
| 播出日期                                             | 播映時間 | 電視頻道 | 名稱                                                       | 備註 |
| 1969年7月1日-2015年5月16日、 2015年8月1日-           | 星期一至日：12:30-12:50                                                                                      | 本港台 亞洲台（2009年4月1日起） 新聞財經頻道（2008年12月3日－2009年3月31日）                                                    | 十二點半新聞                                               | （2014年12月的主播更表） 主播： 梁溯庭／林詠雯                                                           |
| 1957年5月29日-2015年5月16日、 2015年8月1日-          | 星期一至日：12:45-12:50                                                                                      | 本港台 | 天氣報告（中午）                                           | （2015年5月的主播更表） 主播： 李禮儀／范樂蘅                                                            |
| 1957年5月29日-                                       | 星期一至日：18:30-18:35                                                                                      | 本港台 | 天氣報告                                                   | （2015年7月的主播更表） 主播： 李禮儀／范樂蘅／盧卓瑤                                                    |
| 1957年5月29日-2014年12月31日                         | 星期一至日：14:15、15:15、20:15、21:15 星期一至五：19:15 星期六及日：22:15                                   | 本港台 | 新聞簡報                                                   | |
| 1957年5月29日-2014年12月31日                         | 星期一至日：21:00、22:00                                                                                     | 國際台 | 新聞簡報（英語）                                           | （2014年12月的主播更表） 主播： Edna Tse／Raymond Yeung／Bo Leung                                        |
| 1957年5月29日-                                       | 星期一至日：18:00-18:20                                                                                      | 本港台 亞洲台（2009年4月1日起） 新聞財經頻道（2008年12月3日－2009年3月31日）                                                    | 六點鐘新聞                                                 | （2015年7月的主播更表） 主播： 林詠雯／范樂蘅／何戎笙／陳苑蓉（兩位主播）                                |
| 1957年5月29日-                                       | 星期一至日：19:30-19:50                                                                                      | 國際台 亞洲台（2011年5月2日起）                                                                                                 | 英語晚間新聞                                               | （2015年7月的主播更表） 主播： Edna Tse／Raymond Yeung／Marcus Chi（兩位主播）                           |
| 1957年5月29日-                                       | 星期一至五：22:30-22:50 星期六：23:30-23:45 星期日：23:00-23:15                                              | 本港台 亞洲台（2009年4月1日起）                                                                                                 | 夜間新聞                                                   | （2015年7月的主播更表） 新聞主播： 林詠雯／范樂蘅／何戎笙／陳苑蓉 財經主播（港股交易日）：陳啟樂／余樂明 |
| 1957年5月29日-                                       | 星期一至日：23:05-23:20                                                                                      | 國際台 | 英語夜間新聞                                               | （2015年7月的主播更表） 主播： Edna Tse／Raymond Yeung                                                   |
| 1976年                                               | | 本港台 | 早晨                                                       | 主播： 蕭若元、歐陽義德、譚瑪氏                                                                          |
| 1976年4月19日-2014年12月31日                         | 星期一至五：06:30-08:45 星期六：06:30-08:30                                                                  | 本港台 亞洲台（2009年4月1日起） 新聞財經頻道（2008年12月3日－2009年3月31日） 24小時亞視新聞台（2004年12月13日－2007年11月19日） | 亞洲早晨                                                   | （2014年12月的主播更表） 主播： 李靜愉／李文欣／梁溯庭                                                   |
| 1980年-1981年、1987年-1989年、1994年-1997年、2003年- | 星期一至五：07:15、12:25、17:55、21:55 星期六：07:15、12:25、17:55、23:10 星期日：07:55、12:25、17:55、23:10 | 本港台 | 當年今日                                                   | 旁白： 孫兆勤                                                                                            |
| 1993年10月4日-2014年12月31日、 2015年8月3日-         | 星期一至五：19:00-19:15 重播：20:00-20:15                                                                    | 國際台（1993年10月4日－2014年12月31日） 亞洲台（2011年7月11日起）                                                               | 普通話新聞                                                 | （2015年8月的主播更表） 主播： 李紫娟                                                                    |
| 1993年10月4日-2014年12月31日                         | 星期一至五：17:48 - 17:55 重播（亞洲台）：20:18 - 20:25                                                      | 國際台 亞洲台（2011年7月11日起）                                                                                                | 普通話經濟快訊                                             | （2014年12月的主播更表） 主播： 邱潔驊／李紫娟／范宇橋                                                   |
| 1993年10月4日-2014年12月31日                         | 星期一至五：17:55 - 18:00 重播（亞洲台）：20:25 - 20:30                                                      | 國際台 亞洲台（2011年7月11日起）                                                                                                | 普通話天氣報告                                             | （2014年12月的主播更表） 主播： 邱潔驊／李紫娟／范宇橋                                                   |
| 1998年9月28日-1999年4月30日                          | 星期一至日：18:30-19:00                                                                                      | 本港台 | 互動新聞網 [] 错误：{{Lang}}：无文本（帮助）               | 《新聞一小時》環節 （2015年7月的主播更表） 主播： 盧瑞盛、冯两努                                         |
| 1998年9月28日-                                       | 星期一至五：18:30-18:35，星期六及日：18:20-18:25                                                             | 本港台 亞洲台（2009年4月1日起）                                                                                                 | 體育快訊                                                   | （2015年7月的主播更表） 主播： 張志豪／林佩雯                                                            |
| 2002年-                                              | 星期六及日：18:25-18:30                                                                                      | 本港台 亞洲台（2009年4月1日起）                                                                                                 | 新聞故事                                                   | 美國之音製作                                                                                             |
| 2002年-2008年10月31日                                | | 本港台 | 群星情報站 [] 错误：{{Lang}}：无文本（帮助）               | 主播： 郭力行、梁俊軒、董南菲、秦啟維、簡敬慈                                                            |
| 2007年-2010年                                        | 星期一至五：23:35-23:40                                                                                      | 本港台 | 世界歷史名人館 [] 错误：{{Lang}}：无文本（帮助）           | 旁白： 甄思羽                                                                                            |
| 2007年-2012年                                        | | 本港台 | 華南快訊 [] 错误：{{Lang}}：无文本（帮助）                 | 旁白： 外電記者                                                                                          |
| 2007年-2012年                                        | 星期一至五：12:23-12:25                                                                                      | 本港台 | 環球搜影 [] 错误：{{Lang}}：无文本（帮助）                 | 旁白： 外電記者                                                                                          |
| 2007年-2012年3月19日                                 | 星期一至五：11:30-11:35、23:30-23:35                                                                         | 亞洲台 | 放眼神州 [] 错误：{{Lang}}：无文本（帮助）                 | （2012年3月的主播更表） 主播： 施樂秋（駐北京記者）                                                      |
| 2007年-2013年6月20日                                 | 星期一至五：12:20-12:25                                                                                      | 本港台 | 中國旅遊熱點城市天氣報告 [] 错误：{{Lang}}：无文本（帮助） | |
| 2007年-                                              | 星期一至六：07:25-07:30、12:15-12:20                                                                         | 本港台 | 兩岸點滴                                                   | 旁白： 外電記者                                                                                          |
| 2009年4月1日-2009年10月4日                           | 星期一至日（港股交易日及非賽馬夜賽日）：19:00-19:30                                                          | 亞洲台 | 七點鐘新聞                                                 | |
| 2009年4月1日-2009年10月4日                           | 星期一至日（賽馬夜賽日）：19:00-19:05                                                                        | 亞洲台 | 新聞報道                                                   | |
| 2009年4月1日-2014年12月31日                          | 星期一至五（港股交易日）：11:00-11:25、15:00-15:30                                                           | 亞洲台 | 新聞報道                                                   | （2014年12月的主播更表） 主播： 李靜愉／林詠雯／梁溯庭                                                   |
| 2009年10月5日-2009年11月20日                         | 星期一至五：20:30-21:15                                                                                      | 本港台 亞洲台 | 新聞830                                                    | 主播： 黃珊、陳興昌、胡燕泳、王燕南                                                                      |

### 財經
| 播出日期                     | 播映時間                                                        | 電視頻道                                                               | 名稱                                          | 備註                                                  |
| 1957年5月29日-               | 星期一至五（港股或美股交易日）：18:30-18:35                     | 本港台 亞洲台（2009年4月1日起）                                        | 經濟快訊（傍晚）                              | （2015年7月的主播更表） 主播： 余樂明／具 格／馬湘琪  |
| 1957年5月29日-2014年12月31日 | 星期一至六：07:15-07:20、07:45-07:50、08:15-08:20               | 本港台 亞洲台（2009年4月1日起）                                        | 晨早經濟快訊                                  | （2014年12月的主播更表） 主播： 陳啟樂／具 格／馬湘琪 |
| 1957年5月29日-2015年5月17日  | 星期一至五（港股交易日）：12:50-12:55                           | 本港台 亞洲台（2009年4月1日起）                                        | 經濟快訊（中午）                              | （2015年5月的主播更表） 主播： 陳啟樂／具 格          |
| 1957年5月29日-2012年4月13日  | 星期一至五（港股交易日）：22:40-22:45                           | 本港台 亞洲台（2009年4月1日起）                                        | 夜間經濟快訊                                  | （2012年4月的主播更表） 主播： 陳啟樂／張浩然         |
| 1993年                       |                                                                 | 本港台                                                                 | 金錢本色 [] 错误：{{Lang}}：无文本（帮助）    |                                                       |
| 2000年10月1日-2016年1月31日  | 星期六：20:30-21:00                                             | 本港台                                                                 | 金錢世界                                      | 主持： 陳啟樂、劉幸鈺                                 |
| 2000年10月1日-2016年1月31日  | 星期日：21:00-21:30                                             | 亞洲台                                                                 | 金錢世界                                      | 主持： 陳啟樂、劉幸鈺                                 |
| 2003年-2007年8月24日         | 星期一至五（港股交易日）：09:15-10:15                           | 本港台                                                                 | 曾sir28騷 [] 错误：{{Lang}}：无文本（帮助）   | 主持： 曾志英                                         |
| 2003年-2007年8月24日         | 星期一至五（港股交易日）：14:35-15:30                           | 本港台                                                                 | 曾sir下午茶 [] 错误：{{Lang}}：无文本（帮助） | 主持： 曾志英                                         |
| 2007年11月21日-2013年2月7日  | 星期一至五（港股交易日）：10:15-11:00、11:30-12:00、15:30-16:30 | 新聞財經頻道（2007年11月21日－2009年3月31日） 亞洲台（2009年4月1日起） | 金融快訊                                      | 主持： 陳佩兒、陳匡民、李嘉莉、李岸傑、丘紫薇、張浩然 |
| 2007年8月27日-               | 星期一至五（港股交易日）：09:15-10:15                           | 本港台 亞洲台（2009年4月1日－2015年5月29日）                           | 理財博客之即市錦囊                            | 主持： 章佳強、黃嘉寶                                 |
| 2007年8月27日-               | 星期一至五（港股交易日）：13:00-13:45                           | 本港台 亞洲台（2009年4月1日－2015年5月29日）                           | 理財博客之投資多面睇                          | 主持： 章佳強、黃嘉寶                                 |
| 2012年4月16日-2015年4月6日   | 星期一至五（美股交易日）：22:00-22:30                           | 本港台 亞洲台                                                          | 國際財經視野                                  | 主持： 王冠一、王瑞麟、王沛淇、李岸傑                 |
| 2013年2月8日-2015年1月2日    | 星期一至五（港股交易日）：11:30-12:00、15:30-16:30              | 亞洲台                                                                 | 理財博客                                      | 主持： 章佳強、曾熙雯、吳泳茵                         |
| 2013年2月8日-2015年1月2日    | 星期一至五（港股交易日）：10:15-11:00                           | 亞洲台                                                                 | 理財博客                                      | 主持： 章佳強、何駿彥、吳泳茵                         |
| 2015年8月22日-               | 星期六、日：21:30-22:00(亞洲台) 星期二：23:50-00:50(國際台)     | 亞洲台 國際台                                                          | 女人資本論                                    | 主持： 王君擎、邱潔驊、衛鏡伊                         |
| 2015年8月23日-               | 星期日：20:30-21:30(亞洲台) 星期一：23:50-00:50(國際台)         | 亞洲台 國際台                                                          | 君擎財經                                      | 主持： 王君擎、孫懿琳，包涵                           |
| 2015年8月29日-               | 星期六：20:30-21:30                                             | 亞洲台                                                                 | 投資先機                                      | 主持： 章佳強、路遙遙                                 |

### 公共事務及資訊
| 播出日期                      | 播映時間                             | 電視頻道                        | 名稱                                          | 備註                                             |
| 1981年-1982年                 |                                      | 中文台                          | 暢所欲言 [] 错误：{{Lang}}：无文本（帮助）    | 主持： 伍國任、鄭宇碩                            |
| 1982年-1986年、1989年-        | 星期日：20:00-20:30                  | 國際台                          | 時事縱橫                                      | 主持： Raymond Yeung                             |
| 1987年                        |                                      |                                 | 一周大事記 [] 错误：{{Lang}}：无文本（帮助）  |                                                  |
| 1988年                        |                                      | 國際台                          | CNN世界縱橫 [] 错误：{{Lang}}：无文本（帮助） |                                                  |
| 1988年6月5日-                 | 星期六：21:00-21:30                  | 本港台 亞洲台（2009年4月1日起） | 時事追擊                                      | 主持： 何詠恩                                    |
| 1989年                        |                                      | 本港台                          | 時事探索 [] 错误：{{Lang}}：无文本（帮助）    |                                                  |
| 1993年-                       | 星期五：20:00-20:30                  | 國際台                          | 時事內幕追擊                                  | 主持： Raymond Yeung                             |
| 1993年10月17日-1994年12月25日 | 星期四：22:30-23:30                  | 本港台                          | 龍門陣                                        | 主持： 徐佩瑩、鄭經翰、黃毓民、陳耀南            |
| 1995年月日-1998年月日         |                                      | 本港台                          | 街知巷聞 [] 错误：{{Lang}}：无文本（帮助）    |                                                  |
| 1996年月日-2000年月日         |                                      | 本港台                          | 消費廣場 [] 错误：{{Lang}}：无文本（帮助）    |                                                  |
| 1998年月日-1998年月日         |                                      | 本港台                          | 時事檔案 [] 错误：{{Lang}}：无文本（帮助）    |                                                  |
| 1998年月日-1999年月日         |                                      | 本港台                          | 港是港非 [] 错误：{{Lang}}：无文本（帮助）    | 主持： 鄭經翰、黃毓民、盧瑞盛                    |
| 1999年月日-2000年月日         |                                      | 本港台                          | 焦點時空 [] 错误：{{Lang}}：无文本（帮助）    |                                                  |
| 2000年月日-2000年月日         |                                      | 本港台                          | 法律天地 [] 错误：{{Lang}}：无文本（帮助）    |                                                  |
| 2000年月日-2002年月日         |                                      | 本港台                          | 亞視評論 [] 错误：{{Lang}}：无文本（帮助）    |                                                  |
| 2002年月日-2003年月日         |                                      | 本港台                          | 時事解碼 [] 错误：{{Lang}}：无文本（帮助）    |                                                  |
| 2003年月日-2004年月日         | 星期一至五                           | 本港台                          | 時事熱點追踪                                  | 主持： 繆美詩、張慧慈                            |
| 2004年月日-2009年月日         |                                      | 本港台                          | 你有理講 [] 错误：{{Lang}}：无文本（帮助）    |                                                  |
| 2008年3月3日-2010年12月31日   | 星期一至五：23:20-23:25              | 本港台 亞洲台                   | 主播天下                                      | 主持： 黃雅宇、陳興昌、洪綺敏、李彤              |
| 2011年1月3日-2015年1月2日     | 星期一至五：18:40-18:45、22:55-23:00 | 本港台 亞洲台                   | ATV焦點                                       | 主持： 金 鈴、王嘉恩、戴 熙、陳興昌（兩位主持）  |
| 2011年1月8日-2011年4月30日    | 星期六：20:30-21:00                  | 本港台                          | 香港望族                                      | 主持： 殷莉                                      |
| 2011年5月2日-                 | 星期一至五：23:00-23:30              | 本港台 亞洲台                   | 把酒當歌                                      | 主持： 劉瀾昌                                    |
| 2015年8月23日-                | 星期日：20:30-21:30                  | 亞洲台                          | 今日亞洲                                      | 主持： 陸韻嘉（第一至三集） 林雅惠（第四集開始） |

### 特備新聞節目
| 播出日期                    | 播映時間                | 電視頻道       | 名稱 | 備註        |
| 1996年                      |                         | 本港台         | 97備忘錄 [] 错误：{{Lang}}：无文本（帮助）                                                                                      |             |
| 1997年-1999年               |                         | 本港台         | 97新里程 [] 错误：{{Lang}}：无文本（帮助）                                                                                      |             |
| 1998年                      |                         | 本港台         | 政壇龍虎榜 [] 错误：{{Lang}}：无文本（帮助）                                                                                    |             |
| 1998年                      |                         | 本港台         | 九八選情齊齊講 [] 错误：{{Lang}}：无文本（帮助）                                                                                |             |
| 2000年                      |                         | 本港台         | 台灣大選系列 [] 错误：{{Lang}}：无文本（帮助）                                                                                  |             |
| 2000年                      |                         | 本港台         | 股市龍門陣 [] 错误：{{Lang}}：无文本（帮助）                                                                                    |             |
| 2000年-2002年               |                         | 本港台         | 股市論談系列 [] 错误：{{Lang}}：无文本（帮助）                                                                                  |             |
| 2006年11月7日               |                         | 本港台         | 霍英東追悼會 [] 错误：{{Lang}}：无文本（帮助）                                                                                  |             |
| 2006年11月7日               |                         | 本港台         | 香港心 中國情 霍英東傳奇人生 [] 错误：{{Lang}}：无文本（帮助）                                                                  |             |
| 2006年                      |                         | 本港台         | 特首的一天 [] 错误：{{Lang}}：无文本（帮助）                                                                                    | 訪問曾蔭權  |
| 2006年                      |                         | 本港台         | 與特首真情對話 [] 错误：{{Lang}}：无文本（帮助）                                                                                | 訪問曾蔭權  |
| 2008年5月19日               | 14:00-14:35             | 本港台         | 四川大地震-全國默哀 [] 错误：{{Lang}}：无文本（帮助）                                                                           |             |
| 2009年                      |                         | 本港台         | 這個阿扁 [] 错误：{{Lang}}：无文本（帮助）                                                                                      |             |
| 2009年                      |                         | 本港台         | 大閱兵 [] 错误：{{Lang}}：无文本（帮助）                                                                                        |             |
| 2009年10月1日               |                         | 本港台         | 國慶大閱兵 [] 错误：{{Lang}}：无文本（帮助）                                                                                    |             |
| 2011年1月13日               | 15:00-16:30             | 本港台         | 曾蔭權答問會 [] 错误：{{Lang}}：无文本（帮助）                                                                                  |             |
| 2011年1月29日               | 14:45-17:00             | 本港台         | 司徒華 |             |
| 2011年2月23日               | 11:00-13:00             | 本港台、亞洲台 | 2011/12財政預算案 [] 错误：{{Lang}}：无文本（帮助）                                                                             |             |
| 2011年2月23日               | 15:00-15:45             | 本港台         | 曾俊華記者會 [] 错误：{{Lang}}：无文本（帮助）                                                                                  |             |
| 2011年2月23日               | 15:00-16:15             | 亞洲台         | 曾俊華記者會 [] 错误：{{Lang}}：无文本（帮助）                                                                                  |             |
| 2011年2月23日               | 19:00-20:00             | 本港台         | 財政預算案論壇 [] 错误：{{Lang}}：无文本（帮助）                                                                                |             |
| 2011年2月24日               | 10:45-11:55             | 本港台         | 陳家強、曾俊華簡介預算案 |             |
| 2011年2月24日               | 15:00-16:30             | 亞洲台         | 曾俊華答問會 [] 错误：{{Lang}}：无文本（帮助）                                                                                  |             |
| 2011年3月5日                | 08:55-11:15             | 本港台         | 人大開幕 |             |
| 2011年3月11日               | 20:00-21:30             | 本港台         | 日本大地震 |             |
| 2011年3月12日               | 20:30-21:20             | 本港台         | 日本大地震之後 |             |
| 2011年3月13日               | 21:35-22:00             | 本港台         | 日本地震：核洩漏 |             |
| 2011年3月14日               | 09:58-12:45             | 本港台、亞洲台 | 溫家寶記者會 [] 错误：{{Lang}}：无文本（帮助）                                                                                  |             |
| 2011年3月19日               | 21:00-21:30             | 本港台         | 輻射危機 [] 错误：{{Lang}}：无文本（帮助）                                                                                      |             |
| 2011年3月20日               | 21:30-22:00             | 本港台         | 同心抗輻射 [] 错误：{{Lang}}：无文本（帮助）                                                                                    |             |
| 2011年5月2日                | 11:35-11:46             | 本港台         | 特別新聞報道：奧巴馬發表講話 |             |
| 2011年5月2日                | 20:00-21:30             | 本港台         | 拉登與阿蓋達 [] 错误：{{Lang}}：无文本（帮助）                                                                                  |             |
| 2011年5月19日               | 14:59-16:30             | 本港台         | 曾蔭權答問會 [] 错误：{{Lang}}：无文本（帮助）                                                                                  |             |
| 2011年7月15日               | 14:55-16:35             | 本港台、亞洲台 | 曾蔭權答問會 [] 错误：{{Lang}}：无文本（帮助）                                                                                  |             |
| 2011年8月16日               | 11:15-11:40             | 本港台         | 李克強訪港：抵港 [] 错误：{{Lang}}：无文本（帮助）                                                                              |             |
| 2011年8月17日               | 09:30-11:05             | 本港台         | 李克強訪港：十二五規劃論壇 [] 错误：{{Lang}}：无文本（帮助）                                                                    |             |
| 2011年8月18日               | 09:25-10:15             | 本港台         | 李克強訪港：港大百周年校慶典禮 [] 错误：{{Lang}}：无文本（帮助）                                                                |             |
| 2011年8月18日               | 15:30-15:45             | 本港台         | 李克強訪港：添馬艦新政府總部落成典禮 [] 错误：{{Lang}}：无文本（帮助）                                                          |             |
| 2011年10月12日              | 15:10-15:50             | 本港台         | 曾蔭權記者會 [] 错误：{{Lang}}：无文本（帮助）                                                                                  |             |
| 2011年10月12日              | 19:00-20:00             | 本港台         | 施政論壇 [] 错误：{{Lang}}：无文本（帮助）                                                                                      |             |
| 2011年10月13日              | 01:30-02:30             | 本港台         | 施政論壇 [] 错误：{{Lang}}：无文本（帮助）                                                                                      |             |
| 2011年10月13日              | 14:59-16:30             | 本港台         | 曾蔭權答問會 [] 错误：{{Lang}}：无文本（帮助）                                                                                  |             |
| 2011年10月19日              | 09:59-10:40             | 本港台         | 辛亥革命百周年紀念大會 [] 错误：{{Lang}}：无文本（帮助）                                                                        |             |
| 2011年11月1日               | 05:56-06:00             | 本港台         | 神舟八號升空 |             |
| 2011年11月15日              | 09:00-10:00             | 本港台         | 中國海外投資年會2011－開幕式 [] 错误：{{Lang}}：无文本（帮助）                                                                  |             |
| 2011年11月16日              | 10:50-12:30             | 本港台         | 中國海外投資年會2011－全球资源重组与中国海外投资战略（第一節） [] 错误：{{Lang}}：无文本（帮助）                                |             |
| 2011年11月17日              | 10:50-12:30             | 本港台         | 中國海外投資年會2011－全球资源重组与中国海外投资战略（第二節） [] 错误：{{Lang}}：无文本（帮助）                                |             |
| 2011年11月18日              | 10:50-12:30             | 本港台         | 中國海外投資年會2011－中国加入世界贸易组织十周年回顾与展望 海外华人华侨在中国海外投资中的作用 [] 错误：{{Lang}}：无文本（帮助） |             |
| 2011年11月19日              | 13:00-14:30             | 本港台         | 中國海外投資年會2011－中国海外投资与社会责任 [] 错误：{{Lang}}：无文本（帮助）                                                  |             |
| 2011年11月20日              | 11:00-12:05             | 本港台         | 中國海外投資年會2011－闭幕式暨香港中国商会周年晚会 [] 错误：{{Lang}}：无文本（帮助）                                            |             |
| 2011年12月20日              | 23:50-00:10             | 本港台         | 特別新聞報道：食物及衞生局記者會                                                                                                |             |
| 2013年6月20日               | 10:05-10:30             | 本港台         | 特別新聞報道：神十太空授課 |             |
| 2014年8月25日-2014年8月27日 | 星期一及三：21:30-22:00 | 本港台         | 香港亂殤 [] 错误：{{Lang}}：无文本（帮助）                                                                                      | 主持： 陳勇 |
| 2015年2月25日               | 15:25-16:15             | 本港台、亞洲台 | 財政司司長記者會 [] 错误：{{Lang}}：无文本（帮助）                                                                              |             |
| 2015年3月15日               | 09:30-09:45             | 本港台         | 人大閉幕式 [] 错误：{{Lang}}：无文本（帮助）                                                                                    |             |
| 2015年3月15日               | 10:30-12:30             | 本港台         | 李克強總理記者會 [] 错误：{{Lang}}：无文本（帮助）                                                                              |             |
| 2015年4月1日                | 18:35-18:45             | 本港台         | 特別新聞報道：本地免費電視節目服務牌照記者會                                                                                    |             |
| 2015年4月22日               | 11:00-12:30             | 本港台、亞洲台 | 特別新聞報道：政務司司長公佈行政長官普選辦法                                                                                    |             |
| 2015年4月22日               | 15:30-16:30             | 本港台、亞洲台 | 特別新聞報道：政改小組記者會 |             |
| 2015年7月1日                | 07:55-08:10             | 本港台         | 回歸18年 | 升旗儀式    |
| 2015年11月7日               | 14:59-15:15             | 本港台         | 特別新聞報道：習馬會 |             |

## 電視劇集

### 本港台
麗的電視時代
- 麗的電視劇集列表

亞洲電視時代
- 亞洲電視劇集列表 (1980年代)
- 亞洲電視劇集列表 (1990年代)
- 亞洲電視劇集列表 (2000年代)
- 亞洲電視劇集列表 (2010年代)

## 綜合性節目
| 首播日期                                                                | 播映時間    | 電視頻道 | 集數   | 類別 | 名稱                             | 主持/演出/旁白/編導                                                                       | 官方網頁 | 備註                          |  |
| 1974年                                                                  |             | 中文台   |        |      | 麗視滿香江                       | 主持：張瑛、狄波拉、林建明 編導：蔡和平                                                   |          |                               |  |
| 1978年                                                                  |             | 中文台   |        |      | 星期三晚會                       | 編導：梁偉民、高智然                                                                      |          |                               |  |
| 1980年6月16日                                                           |             | 英文台   |        |      | 透視鏡                           | 主持：高健寧、茱利慕蓮絲                                                                  |          |                               |  |
| 1982年                                                                  |             | 中文台   |        |      | 七彩繽紛話香港                   |                                                                                           |          |                               |  |
| 1983年                                                                  |             | 黃金台   |        |      | Bow呔牛仔褲                      |                                                                                           |          |                               |  |
| 1983年                                                                  |             | 黃金台   |        |      | 半邊天下                         |                                                                                           |          |                               |  |
| 1983年                                                                  |             | 黃金台   |        |      | 串串星星                         |                                                                                           |          |                               |  |
| 1984年12月9日                                                           |             | 黃金台   |        |      | 煙花匯演在沙田                   |                                                                                           |          | 新城市廣場開幕煙花匯演        |  |
| 1984年-1985年                                                           |             | 黃金台   |        |      | 香港一日                         | 主持：黃植森、張美璉                                                                      |          |                               |  |
| 1984年-2009年                                                           |             | 黃金台   |        |      | 亞洲電視台慶                     |                                                                                           |          |                               |  |
| 1985年-1986年                                                           |             | 黃金台   |        |      | 綜合85/86                        |                                                                                           |          |                               |  |
| 1986年-1987年                                                           |             | 黃金台   |        |      | 黃金十點半                       |                                                                                           |          |                               |  |
| 1988年                                                                  |             | 黃金台   |        |      | 半邊天下（第二輯）               |                                                                                           |          |                               |  |
| 1988年                                                                  |             | 黃金台   |        |      | 串串星星（第二輯）               |                                                                                           |          |                               |  |
| 1988年                                                                  |             | 黃金台   |        |      | 巨星之夜                         |                                                                                           |          |                               |  |
| 1988年                                                                  |             | 黃金台   |        |      | 男人世界                         |                                                                                           |          |                               |  |
| 1989年                                                                  |             | 黃金台   | 本港台 |      |                                  | 亞視煙花照萬家巨星獻禮                                                                    |          |                               |  |
| 1989年                                                                  |             |          | 本港台 |      | 吳耀漢攪攪震                     | 主持：吳耀漢（第1至39集）、劉錫賢（第1至9集）、邵傳勇（第10至39集）、何偉安（第26至39集） |          |                               |  |
| 1989年                                                                  |             |          | 本港台 |      | 是非釘                           | 主持：黃韻詩                                                                              |          |                               |  |
| 1989年                                                                  |             |          | 本港台 |      | 陳潔靈今晚夜                     | 主持：陳潔靈                                                                              |          |                               |  |
| 1989年                                                                  |             |          | 本港台 |      | 娛樂奇兵                         |                                                                                           |          |                               |  |
| 1989年－1990年                                                          |             |          | 本港台 |      | 打工大哥大                       |                                                                                           |          |                               |  |
| 1989年－1990年                                                          |             |          | 本港台 |      | 跨啦啦OK                         |                                                                                           |          |                               |  |
| 1989年－1990年                                                          |             |          | 本港台 |      | 笑Joke1800秒 Can't Stop Laughing | 主持：劉錫賢、陳輝虹、邱月清（第一季）、苑瓊丹、姜皓文、黃素歡（第二、三季）              |          |                               |  |
| 1989年－1990年                                                          |             |          | 本港台 |      | 藝能大挑戰                       |                                                                                           |          |                               |  |
| 1990年                                                                  |             |          | 本港台 |      | 開心主流派                       | 曾志偉、林敏聰                                                                            |          |                               |  |
| 1990年                                                                  |             |          | 本港台 |      | 開心繼續笑                       | 林建明、盧海鵬                                                                            |          |                               |  |
| 1990年                                                                  |             |          | 本港台 |      | 曾志偉騷足一晚                   |                                                                                           |          |                               |  |
| 1990年                                                                  |             |          | 本港台 |      | 搶閘                             |                                                                                           |          |                               |  |
| 1991年                                                                  |             |          | 本港台 |      | 開心主流派1991                   |                                                                                           |          |                               |  |
| 1991年                                                                  |             |          | 本港台 |      | 周六穿梭萬家歡                   |                                                                                           |          |                               |  |
| 1991年                                                                  |             |          | 本港台 |      | 向每顆星致敬                     |                                                                                           |          |                               |  |
| 1991年                                                                  |             |          | 本港台 |      | 肥趣電視台                       |                                                                                           |          |                               |  |
| 1991年-1992年                                                           |             |          | 本港台 |      | 十九區KARAOKE歌王爭霸戰          |                                                                                           |          |                               |  |
| 1991年-1993年                                                           |             |          | 本港台 |      | 歷史也瘋狂                       |                                                                                           |          |                               |  |
| 1992年                                                                  |             |          | 本港台 |      | 姊姊妹妹站起來                   |                                                                                           |          |                               |  |
| 1992年                                                                  |             |          | 本港台 |      | 騷Quali系列                      |                                                                                           |          |                               |  |
| 1992年-1993年                                                           |             |          | 本港台 |      | 群星過哂界                       |                                                                                           |          |                               |  |
| 1994年                                                                  |             |          | 本港台 |      | 周末大為營                       |                                                                                           |          |                               |  |
| 1994年                                                                  |             |          | 本港台 |      | 中秋畫舫慶團圓                   |                                                                                           |          |                               |  |
| 1994年                                                                  |             |          | 本港台 |      | 星光燦爛聖誕夜                   |                                                                                           |          |                               |  |
| 1995年-2008年、 2010年                                                  |             |          | 本港台 |      | 十大電視廣告頒獎典禮             |                                                                                           |          |                               |  |
| 1998年                                                                  |             |          | 本港台 |      | 香港男士競選                     |                                                                                           |          |                               |  |
| 1998年-2000年                                                           |             |          | 本港台 |      | 女優選拔賽                       |                                                                                           |          |                               |  |
| 1998年-1999年                                                           |             |          | 本港台 |      | 急救香港                         |                                                                                           |          |                               |  |
| 2005年、 2011年-                                                        |             |          | 本港台 |      | 亞洲先生                         |                                                                                           |          |                               |  |
| 2006年、 2008年-2009年、 2014年-                                        |             |          | 本港台 |      | 飲食天王頒獎典禮                 |                                                                                           |          |                               |  |
| 2007年12月31日                                                          |             |          | 本港台 |      | 數碼電視新紀元                   |                                                                                           |          |                               |  |
| 2007年12月31日                                                          |             |          | 本港台 |      | 天水圍除夕嘉年華                 |                                                                                           |          |                               |  |
| 2008年                                                                  |             |          | 本港台 |      | 粵港同心暖華南                   |                                                                                           |          | 與廣東電視台合作              |  |
| 2008年                                                                  |             |          | 本港台 |      | 「四川大地震齊心抗天災」系列     |                                                                                           |          |                               |  |
| 2008年                                                                  |             |          | 本港台 | 1    | 會嚇室                           |                                                                                           |          |                               |  |
| 2009年                                                                  |             |          | 本港台 | 1    | 把愛傳出去–88賑災募款晚會        |                                                                                           |          |                               |  |
| 2009年                                                                  |             |          | 本港台 |      | 亞洲星光大道 (第一屆)            | 主持：曾寶儀、林曉峰                                                                      |          | 由黑妹牙膏特約                |  |
| 2010年                                                                  |             |          | 本港台 |      | 亞洲星光大道 (第二屆)            | 主持：曾寶儀、林曉峰                                                                      |          | 由黑妹牙膏特約                |  |
| 2010年                                                                  |             |          | 本港台 |      | 亞洲星光大道 (第三屆)            | 主持：曾寶儀、林曉峰                                                                      |          | 由黑妹牙膏特約                |  |
| 2010年-                                                                 |             |          | 本港台 |      | ATV 感動香港十大人物年度評選     | 主持：鮑起靜、林韋辰                                                                      |          | 由中國人壽海外特約            |  |
| 2011年                                                                  |             |          | 本港台 |      | 人氣春晚 唱紅亞洲                | 主持：鮑起靜、林韋辰                                                                      |          | 與深圳衛視合作 由昌興國際特約 |  |
| 2011年2月4日                                                            |             |          | 本港台 |      | 兔躍維港耀香江                   | 主持：蔡國威、梁慧恩                                                                      |          |                               |  |
| 2011年                                                                  |             |          | 本港台 |      | 11點後特區                       |                                                                                           |          |                               |  |
| 2011年-2012年                                                           |             |          | 本港台 |      | EVA 會客室                       |                                                                                           |          |                               |  |
| 2011年3月14日-2011年3月18日、2011年3月21日、2011年3月23日-2011年3月25日 | 20:00-20:30 | 本港台   | 本港台 |      | 關注日本大地震                   |                                                                                           |          |                               |  |
| 2011年3月19日                                                           | 12:50-13:00 | 本港台   | 本港台 |      | 張立平常談                       |                                                                                           |          |                               |  |
| 2011年-2012年                                                           |             |          | 本港台 |      | 香港有飯開                       |                                                                                           |          |                               |  |
| 2011年-2012年                                                           |             |          | 本港台 |      | 亞洲星光大道4                    |                                                                                           |          |                               |  |
| 2011年-2012年                                                           |             |          | 本港台 |      | 撻著                             |                                                                                           |          |                               |  |
| 2012年                                                                  |             |          | 本港台 |      | ATV 2012 人氣春晚 唱紅亞洲       |                                                                                           |          |                               |  |
| 2012年                                                                  |             |          |        |      | ATV 亞洲星光大道 星級舞鬥        |                                                                                           |          |                               |  |
| 2012年                                                                  |             |          |        |      | 亞洲星光大道5                    |                                                                                           |          |                               |  |
| 2012年12月30日-2013年2月3日                                             |             |          |        |      | 我要上ATV春晚                    |                                                                                           |          |                               |  |
| 2011年-2014年                                                           |             |          |        |      | 高志森微博                       |                                                                                           |          | 2015年起重播節目內容          |  |

## 資訊性節目
- 英語教授 （六十年代）
- 買賣服務 （六十年代）
- 名畫與畫家 （六十年代）
- 大件事 （1977-1980，黃永建、韋輝成主持，新聞部與節目部聯合製作，部份集數以劇集形式出現）
- 貓頭鷹時間（1979－1982）
- 細說當年 (1980)  (狄娜主持)
- 八彩三稜鏡（1983）
- 905接觸（1984）
- 香港一日（1984－1985）
- 電影一周（1984－1985）
- 廣播道81號（1984－1986）
- 我愛香港（1985－1987）
- 亞洲快訊（1985－1988）
- 娛樂圈（1987）
- 星星之火（1987）
- 廉署話你知（1987）
- 電腦博士（1987）
- 香港1/2（1988）
- 亞洲通訊站（1988）
- 港角鏡 （1988－1989）
- 活色生香（A Vigorous Life with Great Fun；1988－1993，李道洪、洪羅拔等主持）
- A1000（1989）
- 流行線—世界新知（1989）
- 電影街（1989）
- 熱門周末派（1990）
- 自由大地（1990）
- 香港之最（1989－1990）
- 快拍一路八（1989－1991）
- 本港一六八（1989－1991）
- 港人港事（1990）
- 戲人戲語（1990）
- 輕鬆半點鐘（1990）
- 玄機妙算顯神通（1990）
- 冷暖人間（The World We Live In；1990－1991）（車淑梅主持）
- 銀色速遞（1991）
- 軍備大競賽（1991）
- MAXELL娛樂快訊（1991）
- 分分鐘多星道（1991）
- 香港蠱惑檔案（1991）
- 香港冇問題（1991）
- 乜都有系列
  - 香港乜都有（1991－1992）（寶珮如等主持）
  - 澳門乜都有（Macau Has It All；1993）
  - 台灣乜都有（Taiwan Has It All；1993）
  - 日本乜都有（Japan Has It All；1994）
  - 韓國乜都有（Korea Has It All；1994）
  - 菲律賓乜都有（Philippines Has It All；1994）
  - 新加坡乜都有（Singapore Has It All；1994）
  - 馬來西亞乜都有（Malaysia Has It All；1994）
  - 越南乜都有（Vietnam Has It All；1994）
  - 泰國乜都有（Thailand Has It All；1993）
  - 中國乜都有（China Has It All；1993）
  - 南京乜都有（Nanking Has It All；1993）
  - 美國乜都有（America Has It All；1993）
  - 真係乜都有（Just Wanna Have Fun；1995－1996）（何守信、鄧浩光、李麗蕊等主持）
- 本港多聲道（1991－1992）
- 八千里路雲和月（1991－1992）
- 香港追追追（1992）
- 都市殺手病（1992）
- 暖流行動（1992）
- 寵物主流派（Pets House；1992）
- 92玄機顯神通（1992）
- 大地的變遷（1992）
- 香港投訴科（1992－1993）
- 亞視傳真（1992－1994）
- 香港有錢執（1993）
- 十一億人民（1993－1994）
- 中國檔案（1993）
- 乜都話你知（Anything You Want to Know；1993）（沈殿霞、雪梨和鄧浩光主持）
- 有腦新時代（1993）
- 香港愛情檔案（1993－1994）
- 古代奇案（The Famous Trials of the Past；1993－1994）（劉志榮主持）
- 放縱十點半（1993-1994）
- 還看毛澤東（1994）
- 星海追蹤（1994）
- 公民教育知多D（1994）
- 星期六有節目／星期五有節目（1994－1995）
- 皇土皇水 (1994-1995）（蕭若元主持）
- ATV講告時間（1994－1997）
- 今日睇真D（1994－2000）（林建明(台主)、歐錦棠、劉錦玲、袁潔儀、鍾慧寧、林韋辰等主持）
- 基本法知多D（1995）
- 97會係點（1995）
- 地鐵安全伴你行（1996）
- 香港置業路路通（1997）
- 一樣的天空（1997）
- 成長話香江（1997）
- 環迴立體睇大連（1997）
- 今日中國大趨勢（1997－1998）
- 假如我來辦亞視（1998）
- 同一屋邨下（1998）
- 香港街道縱橫遊（1998）
- 香港平靚正（1998）
- 特級女人CLUB（1998）
- 驚心動魄半小時（1998-1999）
- 哭泣的森林（1998-1999）（顏聯武主持）
- 尋找他鄉的故事（1998－2004）（鍾景輝主持）
- 第一目擊（1999）（石修主持）
- 黃土地上（1999）
- 在森林和原野（1999）顏聯武主持）
- 冰雪的童話（1999）
- 雅居樂名人雅居（1999）
- 世界不尋常（1999）
- 動情的歲月（1999）
- 黃河（1999）
- 野性的天空（1999）
- 雅居樂設計顯心思（2000）
- 真相大追蹤（2000）
- 神秘中國（2000）
- 採訪人間–一人有一個故事（2000）
- 網上創世紀（2000）
- 粵語古今談（2000）
- 八串騷（2000）
- 名人本色（Casual Dialogue；2000）
- 馮兩努縱橫商場謀略（2000）
- 深圳故鄉的故事（Stories in Shenzhen；2000）（由林韋辰、饒林紅主持）
- 香港睇真D（2000－2001）
- 娛樂速遞（2000－2001）
- 尋找隱世醫術（2000－2001）
- 電影Coolala（2000－2001）
- 樓行情報（2000－2001）
- 你說怎麼辦（Tell Me Why；2000－2002）
- 國有各精彩（2001）
- 香港人在故鄉（2001）
- 拍案驚奇（2001）
- 第8元素（2001）
- 財姿慧語（2001）
- 點話點睇（2001－2002）
- 娛樂潮流追擊（2001－2002）
- 娛樂大本營（2001－2002）
- 西北開發之旅（2001－2002）（張立等主持）
- 根蹤香港（2001－2002）（黃麗梅主持）
- 黃霑香港情—總有出頭天（2001－2002）（黃霑主持）
- 錦囊妙句（2001－2002）（鍾景輝旁白）
- 探索天地（2001－2004）
- 駕駛生活新空間（2001－2004）（陳啟泰主持）
- 絕地探險–最後之羅布泊（2002）
- 走出貧困（2002）
- 燃點光明路（2002）
- 天地穹蒼（2002）
- 優質管理迎世貿（2002）
- 藥王解說篇（2002）
- 藥王保健篇（2002）
- 譚紹興理財攻略（2002）
- 黃霑香港情—今時往日（2002）（黃霑主持）
- 慧珊時尚坊（2002－2007）（朱慧珊主持）
- 抗炎行動（2003）
- 走出疫境（2003）
- 西鐵萬里長情（2003）
- 葉劉淑儀：友情常在（2003）
- 精彩活一生（2003）
- 影響世界的中國人（2003）
- 世紀工程之高峽出平湖（2003）
- 走馬南粵廣東高層新思維（2003）
- 拍住時代走（2003－2004）
- 動感地帶（2003-2004）
- 尋找醫術新智慧（2003-2005）
- 文化風情（2003－2007）
- 慧眼商機（2003－2007）（雍慧主持）
- 香港四大門派（2004）
- 大王駕到（2004）
- 消失中的地平線（Lost Horizon；2004）
- 中國十大好勢藝（Top Ten Chinese Expertise；2004）（陳煒主持）
- 中國新型人（China's Gen X-Cellence；2004－2005）（李志剛旁述）
- 開心大發現  （2004－2005、2007、2009）（何守信、鮑起靜、張嘉倫、李綺雯、楊崢主持）
- 冷知識衝動（2005）（陳啟泰、袁文傑、何彥樺、周國豐、張燊悅等主持）
- 教學新思維（2005）
- 三年零八個月（2005） (朱慧珊主持)
- 唐人街（2005）
- 香港奇蹟QTS（2005）
- 三個A級的女人（2005）
- 衣食住行8:30—睇樓皇后 （2005）
- 香港風華（2005－2006）（區瑞強主持）
- 津港直航（2006－2009製作，杜挺豪、馬艷主持）
- 詩遊記（2006年製作，倪震主持）
- 亞洲新視野（2006年製作，程介南等 主持）
- 第一手真相（2006年製作，陳啟泰、袁文傑、林韋辰等主持）
- 走進百姓家（2006年製作）
- 女人的符號－天蘭要你好看（2006年製作，劉天蘭主持）
- 女人的符號－故事人生（Affectionate Stories；2006）（雍慧主持）
- 女人的符號－我要Shopping（2006年製作，江美儀、吳亭欣主持）
- 三珣，我們超愛你（2006）（郭家頤主持）
- 亞視娛樂一週（2007，珈潁主持）
- 解密百年香港(2007)（由亨達集團特約）
- 古寶尋踪（2007年製作）（古天農主持）
- 新香港故事（2007年中央電視台製作，李敏華主持）
- 解密中國黑社會（2007年製作，嚴劍豪主持）
- 解密中國奇景（2007年製作，袁文傑主持）
- a料/a+料（2007年製作，袁文傑、徐自賢、蔡國威主持）
- 尚流（2007）（朱慧珊主持）
- 電視風雲50年（2007－2008）（王賢誌、查小欣主持）
- 今日法庭/星期六法庭（2008年製作，陳啟泰、顧紀筠、羅慧娟主持）
- 台海和平與戰爭（2008年製作）
- 西藏並不神秘 (2008)
- AV事務所（2008年製作，何卓瑩、周子濠主持）
- 魅力所在（2008年製作）
- 百年基石－香港地產史話（2008年製作）
- 香港歲月情 （2008年製作）
- 品牌手印（2008年製作）（袁文俊、趙芍怡主持）節目網頁
- 風雨同路（2008－2009）（羅振邦、卓麗雯主持）節目網頁
- 同飲一江水（2008－2009）（劉綽琪主持）
- 方草尋源（I - IV 輯）（2008－2009）（鮑起靜、陳少霞、江美儀、吳浣儀、鄭啟泰等主持）（第一輯至第四集由余仁生特約）
- 生活著數台（2008－2009）（林曉峰、谷德昭、韓君婷、袁彌明、袁彩雲主持）（由珍妮詩洗髮露特約）
- 台灣經濟30年（2009）
- 開心大發現2009（2009）（鮑起靜、林韋辰、梁慧恩、何卓瑩、林雋健主持）（由德國寶特約）
- 成功秘笈（2009－2010)
- 智慳任務 (2009、2010)  (盧冠廷主持)
- 草本茗家（2010）（筱靖主持）（由康美藥業呈獻）
- 多多益膳（2010－2011）（第一輯：吳耀明、梁慧恩主持，第二輯：吳耀明、梁慧恩、吳嘉星、陳蕾、譚杏藍主持）（由海天堂呈獻）
- 家在中國（2010）（張家瑩、王希瑤、張加慧、顏子菲主持）（由合富輝煌特約）
- 地產多面睇（2010）（陳佩琳主持）（由富匯半島特約）
- 祈談（2010）（吳燕安、陳俞希、徐烷珊、凌建康、簡信回主持）（由香港華興行呈獻）
- 感動香港（2010）（由中國人壽保險公司特約）
- 開心大發現2010（2010）（鮑起靜、林韋辰、梁慧恩、何卓瑩、蔡梓銘、于天龍主持）（由美心集團特約）
- 中國神秘檔案（2010）（由林韋辰主持）
- 香港望族(2011)（由殷莉主持）
- 尋找百姓家 (2011)  (梁思浩主持)
- 四季養生堂（2011）（由陳少霞、鄭啟泰、姚佳雯、張立主持）
- 香港百人（2011）
- 微播天下（2011－2013）
- 亞洲星空下（2011－2013）(由星光家族主持)
- 亞視百人（2012）（由甘國亮主持）
- 再展風華 (2012)
- 娛樂CIA（2012－2013）
- 星動亞洲（2013－2014）
- Miss Asia 25th 美麗印記（2013）
- 濠江水悠悠 澳門五百年 (2013)
- 今日i City（2013）
- 傑出潮商系列（2013）
- ATV亞洲小姐競選25th 亞姐百人 II（2013）
- 懷念紅線女（2013）
- BB日記（2013）
- 開心詞堂（2014）
- 七百萬人的聲音（2014）
- 亞洲政策組-香港有問題？（2014）
- 亞洲政策組-政改點樣改（2014）
- 亞洲夢工場（2014）
- 澳門人（2014）
- 中秋狂想曲（2014）
- 緣‧來自Meiling（2014）
- 子夜特區（2014）
- 顏色革命.十年反思（2014）
- 廠出新里程 (2014)  (朱慧珊主持)
- 中日又遇甲午年（2014）
- 血鑄河山 (2015)
- 香港藥行商會@藥業有心人（2015）

## 婦女節目
| 首播日期                    | 播映時間 | 電視頻道 | 集數 | 類別 | 名稱                                         | 主持/演出/旁白/編導                                    | 官方網頁 | 備註           |
| 1963年                      | | 中文台   |      |      | 女人世界                                     | 主持：梁舜燕                                           |          |                |
| 196X年                      | | 中文台   |      |      | 健身操                                       |                                                        |          |                |
| 196X年                      | | 中文台   |      |      | 街市行情                                     |                                                        |          |                |
| 196X年                      | | 中文台   |      |      | 今日菜譜                                     |                                                        |          |                |
| 196X年                      | | 中文台   |      |      | 婦女之夜                                     |                                                        |          |                |
| 1975年9月29日-1991年3月29日 | 16:00-16:30 1982年10月4日至1986年2月28日改為15:45-16:30 1986年3月3日至1987年5月8日及1987年11月9日至12月31日改為15:15-16:00 1987年5月11日至11月6日改為14:40-15:25 1988年1月4日至9月16日改為15:55-16:25 1988年10月3日至1991年3月29日改為14:05-15:05 | 本港台   |      |      | 下午茶                                       | 歷任主持：鄧碧梅、禤素霞、江雪、楊虹、夏春秋、鮑起靜等 |          |                |
| 1982年10月4日-1989年3月31日 | 13:15-13:45 1987年5月11日至12月31日改為13:05-13:35 1988年1月4日至1989年3月31日改為14:05-15:05 | 本港台   |      |      | 午間小敍                                     | 主持：黎萱、張美璉                                     |          |                |
| 1991年4月1日-1999年4月30日  | 14:05-14:35 1993年5月3日至1999年4月30日改為14:05-15:05 | 本港台   |      |      | 方太生活廣場                                 | 主持：方任利莎                                         |          | 晚於《下午茶》 |
| 1991年4月6日-9月28日        | 9:30-10:00 | 本港台   |      |      | 方太週末廣場                                 | 主持：方任利莎                                         |          |                |
| 1999年5月3日-2000年3月31日  | 14:05-15:05 | 本港台   |      |      | 下午T1T [] 错误：{{Lang}}：无文本（帮助）    |                                                        |          |                |
| 2000年4月3日-2002年         | 14:05-15:05 | 本港台   |      |      | 女人.com                                     | 主持：曾華倩                                           |          |                |
| 2002年-2002年7月19日        | 14:05-15:05 | 本港台   |      |      | 女人龍門陣 [] 错误：{{Lang}}：无文本（帮助） |                                                        |          |                |
| 2002年7月22日-2008年5月30日 | 14:05-15:05 2003年改為14:05-14:35 | 本港台   |      |      | 下午麼麼茶                                   |                                                        |          |                |
| 2008年6月2日-2009年5月1日   | 星期一至五：14:05-14:35 | 本港台   |      |      | 師奶我最大                                   | 主持：鮑起靜、黃璦瑤                                   |          |                |
| 2009年5月4日-2010年3月5日   | 14:05-14:35 | 本港台   |      |      | 男人做晒                                     |                                                        |          |                |
| 2010年3月8日-2011年3月4日   | 星期一至五：14:05-14:35 | 本港台   |      |      | 生活加油站                                   |                                                        |          |                |
| 2011年3月7日-2011年8月12日  | 星期一至五：13:00-13:30 | 本港台   |      |      | 生活加油站                                   |                                                        |          |                |
| 2014年5月5日－2015年4月29日 | 星期一至五：14:30-15:00 | 本港台   |      |      | 我愛下午茶                                   | 主持：袁潔儀、蔡梓銘                                   |          |                |
| 2014年5月5日－2015年4月29日 | 星期一至五：16:30-17:00 | 亞洲台   |      |      | 我愛下午茶                                   | 主持：袁潔儀、蔡梓銘                                   |          |                |
| 2015年4月30日－             | 星期一至五：19:30-20:00 | 本港台   |      |      | 天南地北                                     | 主持：袁潔儀、林 睿、伍偉樂、馮家俊                    |          |                |
| 2015年4月30日－             | 星期一至五：23:35-00:05 | 亞洲台   |      |      | 天南地北                                     | 主持：袁潔儀、林 睿、伍偉樂、馮家俊                    |          |                |

## 音樂節目
- 清歌妙韻（六十年代）
- 麗的音樂會（1973）（費明儀主持；陳永勝導播）
- 樂苑新聲（1973）（李超霞主持；梁萬年導播）
- 至HIT嘅世界（1983-1985）
- 歌壇雷達網（1984）
- 青春新節拍（1985-1986）
- 樂韻飛揚（1986）
- 熱辣辣的節奏（1986-1987）
- 日本勁歌周記（1987）
- 偶像俱樂部（1988-1989）
- ATV音樂專線（1989-1990）
- ATV音樂點唱機（1989-1990）
- 新地MTV（1989-1992）
- 風雲再起--國語金曲新潮流（1991）
- 音樂潮流全接觸（1991）
- 音樂攪攪震（1992）
- 周日音樂快線/周末音樂快線（1993－1999）
- 滾石音樂重要情報（1995－1997）
- 樂壇風雲50年（2008）
- 撐唱好調（2008－2009）
- 娛樂紅人館（2010）
- 今夜星光燦爛（2010－2011）
- 音樂全方位(Music 120)（國際台）（2011－）
- a Video（2011－2013）
- ATV每日一歌（2011－）
- 搖擺天使梁安琪（2015）
- 激活音樂（2018）

## 电视劇集

### 丽的电视时代
参见丽的电视劇集列表

### 亚洲电视时代
参见亚洲电视劇集列表 (1980年代)、亚洲电视劇集列表 (1990年代)、亚洲电视劇集列表 (2000年代) 、亚洲电视劇集列表 (2010年代)

### 外購剧集
参见亚洲电视外购剧集列表

## 旅遊節目
- 河山任飛翔（1983）
- 世界屋脊（1983）
- 話說運河（1983）
- 話說長江（1983）
- 龍的家鄉（1983－1984）
- 獵奇之路（1984）
- 龍的傳人（1984－1985）
- 世界好風光（1985）
- 捷威海南島遊蹤（1986）
- 康泰旅遊世界（1986－1987）
- 話說運河（第二輯）（1987）
- 話說長江（第二輯）（1987）
- 江山如此多嬌（1987－1988）
- 博覽中國遊（1988）
- 流行線-經緯遊踪（1989）
- 穿梭世界樂同遊（Let's Go Around the World & Have Fun；1992）
- 永安旅遊帶你嘆世界（1997）
- 神州任我行（1997）
- 大地風情（1998）
- 中國旅遊新樂趣（1998）
- 真正旅遊嘅世界（1998）
- 漫遊龍的家鄉2000（2000）
- 新華旅遊反斗大派對（2000）
- 星光伴我行（2000－2002）
- 風起八桂：廣西大地行（2004）
- 放眼東北（2004）
- 走進浙江（2004）
- 奇妙旅程（Amusing Around Guangdong；2004）
- 廣東溫泉之旅（2004）
- 台灣溫泉之旅（2004）
- 至IN至潮玩樂新體驗（2004-2006）
- 日語大放送 JP TIME TV（2005-現在）日本旅遊節目 R by R Production Ltd.製作，於國際台、亞洲台播出　 節目網頁（页面存档备份，存于）（日/中/英語）
- 至IN至潮中日韓（2005）
- 非常新加坡...全新優遊之旅（Travel in Singapore；2005）
- 開心假期泰好玩（2005）
- 衣食住行8:30－大遊俠（2005）
- 從香港出發（2006－2007）
- 夏日活力天下遊（2006）
- 番禺至激假期（Pangyu Holiday；2006）
- 嘆盡全世界（2007）（由香港中國旅行社贊助）（黃麗梅、伍偉樂主持）
- 嘆盡東南亞（2007）（黃麗梅、伍偉樂主持）
- 澳門滿Fun全攻略（2007）（黃麗梅、伍偉樂主持）
- 香港十大自然勝景（2007）（區瑞強主持，另每周一位特別女嘉賓）
- 亞洲大地任我行（2007）
- 激·遊（2007）（黃嘉威、戚黛黛主持）
- 地膽（2007）（陳彥行、羅家英、朱韻韻主持）
- 開心到鎮 (2008)  (彭子晴、戴子珽主持)
- 台灣睇·住·玩（Taiwan Travelogue；2008）（劉家聰、徐自賢、吳嘉星主持）
- 世博年漫遊長三角（2010）（由交通銀行特約）
- 魅力新塘（2010）（何卓瑩主持）（由新塘鎮政府特約）
- 星級享受之旅（2010） （由富力地產特約）
- 嶺南尋根之旅（2010）（鮑起靜、鄭啟泰、吳嘉星、林紫君主持）（由廣東省旅遊局特約）
- 品味珠三角(2011)（庄臣、姚佳雯、顏子菲主持）（由人頭馬1898特約）
- 漫遊嶺南綠道（2012）（由廣東省旅遊局特約）
- 品味珠三角2（2012－2013）
- 廣東黃金海岸遊 (2013)
- 品味珠三角3（2013－2014）
- 陌生的故鄉 - 澳洲華人剪影（2014）
- 自遊自在食住行（2014－2015）
- 樂在廣東（2015）
- 嶺南文化之旅（2015）

## 飲食節目
- 星期美點之入廚樂（1986－1987）
- 飲食樂（1987）
- 識飲識食（1989）
- 方太美食廣場（Mrs Fong Gourmet Plaza；1991－1999）（方任莉莎主持）
- 食得也瘋狂（Eating Must Be Crazy；1993－1994）
- 食勻全香港（Eating Around Hong Kong；1998）（陳啟泰、江美儀主持）
- 美食任安排（1999－2000）
- 越食越瘋狂（2000）
- 越食越瘋狂（2000－2001）
- 中國八大名菜（2003－2007）（黃麗梅主持）
- 食出奇蹟（2003-2004）（陳啟泰主持）
- 安安美味約會（2004）（余安安主持）
- 一雙筷子走天涯（The Chopsticks Duo；2004－2006）（樓南光、陳展鵬主持）
- 衣食住行8:30－藥膳天王（2005）
- 衣食住行8:30－食神（2005）
- 日本人氣100強（2005）
- 香港廚神走天涯（2005）
- 日本名菜大比併（Japanese Cuisine Special；2005）
  - 日本名菜大比併II（Japanese Cuisine Special II；2006）（陳展鵬、馮梓瑩主持）
- 覓食新煮意（2005-2006）（黃麗梅主持）
- 食得健康（2005－2006）
- 煮食無界限（2006）（黃麗梅主持）
- 味是故鄉濃（2006－2007）（黃麗梅主持）
- 女人的符號－美食俏嬌娃（2006）（張文慈、何彥樺、譚凱琪主持，此節目由金象米冠名贊助）
- 中國八大名菜之特搜招牌菜（2007）（由李錦記特約）（黃麗梅、黃永幟主持）
- 鮮入為煮（2007－2008）（黃麗梅主持，黃永幟嘉賓主持）
- 香港味道（2007－2008）（陳啟泰主持）
- 越食越有機（2008）（黃麗梅、吳嘉星主持）
- 豪遊天下（2008）（黃麗梅、張家瑩主持，黃永幟嘉賓主持）（由李錦記特約）
- 好味道系列（2009－2011）
  - 台灣好味道（2009－2010）（第一輯：黃麗梅主持；第二及第三輯：蔣怡主持）（由四海魚蛋特約）
  - 杭州好味道（2010）（姚佳雯、蒲進主持）
  - 上海好味道（2010－2011）（黃麗梅、趙碩之主持）
  - 賀年兔餐好味道（2011）（黃麗梅、李明憲、李志豪、蔡梓銘主持）
  - 韓國好味道（2011）（諸葛梓岐、戚黛黛主持）
  - 泰國好味道（2011）（呂晶晶、諸葛梓岐主持）
  - 馬爾代夫好味道（2011）（姚佳雯、筱靖、林紫君主持）
  - 毛里求斯好味道（2011）（顏子菲、劉子蔥主持）
- 廣飲廣食（2009）（袁彩雲主持）
- 廣州美食地圖（2010）（袁彩雲、庄臣主持）（由人頭馬1898特約）
- 肥媽老友記（2010）（瑪俐亞主持）（由德國寶特約）
- 葡萄新貴族（2010）（姚佳雯主持）（艷陽國際有限公司外判製作）（由卡聶高．金卡系列紅酒特約）
- 超級小吃贊（2011）
- 香港有飯開 (2011)  (何守信、林韋辰、鄭啟泰主持)
- 蔡瀾亞洲一樂也（2011－2012）（蔡瀾主持）（由正斗粥麵專家呈獻）

## 遊戲節目
- 快的喇（1968－1975）(歷任主持：龍影，馮真)
- 喜相逢（1974）(主持：禤素霞)
- 大手筆（1982）
- 麻雀擂台（1988）
- 有型有格（1988）
- 要錢出錢，要面有面（1988）
- 忍忍忍遊樂場（The Endurance Square；1989）
- 開枱（1989）（劉志榮主持）
- 冧莊（1990－1991）
- 玄機神算顯神通（1990）（主持：秦沛、李香琴）
- 搵錢至尊（Money Crazy Game；1991）（主持：沈殿霞、劉錫賢、何偉龍）
- 盤滿砵滿（1991）
- 一家大細顯神通（Family Game；1992）
- 開枱合家歡（1992）
- 最緊要腦力（1996）
- 一級奸爸爹（1997－1999）（快必、慢必主持）
- 玩嘢王（1998）
- 好玩十兄弟（1998）
- 全家出動（2000）
- 天天發財笑笑笑（2000）
- 財金群英會（2000）
- 省港傾情男女（2001）
- 明show俾你睇（2001－2002）（主持：林建明）
- 知識就是力量（2001－2002）
- 超級經理人：女優選拔賽（2001－2002）
- 百萬富翁（2001－2005）（陳啟泰主持）
- 群雄奪寶（2002）
- 有求必應（2002）
- 各出奇謀（2002）（主持：林建明）
- 全民大測試（2002－2003）
- 粵港越好玩（Fun Across the Border；2003－2004）（陳啟泰、張嘉倫、李綺雯、黃慧敏主持）
- 成工在望（2003）
- 香港真人show（2005）
- 一舉成名（2005）
- 以一敵百（2006）（黃偉文主持）
- 財神到（2009－2010）（徐乃麟、林韋辰主持）
- 智醒智勁四方城（2011）（林敏驄、陳綺雯 (第一輯)、林韋辰、陳蕾 (第二輯)、譚杏藍 (第一及二輯)主持）

## 清談節目
- 今夜不設防（1989－1990）（由黃霑、蔡瀾及倪匡主持）
- 午夜真情（1991）（白韻琴主持）
- 龍門陣（1993）（徐佩瑩、名嘴黃毓民及鄭經翰主持）
- 把盞論中國 (1994) (黃毓民主持)
- 沙姐同佢句句真（1995）（周梁淑怡主持）
- 星空下的傾情（1996－1997）（林建明主持）
- 張立平常談（Casual Talks；1999－2001、2011年在《四季養生堂》内播出）
- 3個光頭佬（2001）（黃霑、麥嘉與羅家英主持）
- 笑看浮生（2001－2002）
- 女人的符號－女人禁區（Women Forbidden Zone；2006）（葉璇主持）
- 葉劉博客（2006製作）（葉劉淑儀主持）
- 斑馬在線（2007製作）（劉天賜、陶傑主持）
- My Studio（2007製作）（陶傑、劉綽琪主持）
- 行行任篤笑（Hong Kong Funniest Trades；2007）（張達明、劉綽琪主持）
- 人之初·性甚麼（Pillow Talk；2007）（蔡浩樑、何彥樺主持、程翠雲專家主持）
- 也文也武一大班（2008）（由鄭經翰主持）
- 讀知天下 (2011)  (馬鼎盛主持)
- 馬鼎盛講軍事  (2011)  (馬鼎盛主持)
- 把酒當歌（2011－）（由劉瀾昌主持）
- What's 噏？（2011－2012）（由陳啟泰、蔡錦豐主持（由香港青年協會特約）
- 阿翁友约（2011）（由邓景辉主持；袁德基旁白）
- 政策大辯論（2012）（由胡恩威主持）
- 亞洲政策組（2012－2014）（由胡恩威主持）
- 香江怒看  (2014)  (褚簡寧、詹培忠主持)
- ATV這一家（2015）
- 李居明妙論天下（2015）
- 下一站諾富（2015）

## 体育節目
- 勁運縱橫（1982－1989）
- 英格蘭足總盃（1981，1984，1986－1993）
- 星期日体育雜誌（1991）
- 吉列國際体壇大事一週（1993－1997）
- 週末摔角大狂熱(1994－1995)
- NBA地帶（1994－2005）
- 體壇一週（Sports Weekly；2005－2009）
- 德國盃直播室（2006）
- 中國體育大英雄（2007）
- 奧運精華遊（2007）
- 080808四國足球邀請賽（2007）
- 搏擊之夜（2007）
- 情繫中華奧運英雄（2008）（袁彩雲主持）
- i-Sport@tv（2011）（蔡錦豐主持）
- i-Fit@tv （2011－2014）（蔡錦豐、鄭麗莎主持）（由浩沙國際特約）
- Sports@TV（2014－2015）

## 兒童節目
| 首播日期                      | 播映時間 | 電視頻道           | 集數 | 類別 | 名稱                                                | 主持/演出/旁白/編導 | 官方網頁 | 備註 |
| 196X年                        | | 中文台             |      |      | 小小樂園 [] 错误：{{Lang}}：无文本（帮助）          |                     |          |      |
| 1979年-1985年11月1日          | 星期一至五：18:30-19:00 1979年12月31日至1980年6月27日改為17:30-18:00 1980年6月30日至11月28日改為16:30-17:30播出 1980年12月1日至1981年6月5日改為17:30-18:30播出 1981年6月8日至1982年7月30日改為17:00-18:00播出 1982年8月2日至10月1日改為16:30-18:00播出 1982年10月4日至12月31日改為18:00-18:30播出 1983年1月3日至1984年8月31日改為16:30-17:00播出 1984年9月3日至1985年3月15日改為16:30-18:30播出 1985年3月18日至5月3日改為16:30-18:15播出 1985年5月6日至11月1日改為16:30-17:45播出 | 中文台             |      |      | 醒目仔時間 [] 错误：{{Lang}}：无文本（帮助）        |                     |          |      |
| 1985年11月4日-1987年5月8日    | 星期一至五：16:55-17:25 | 中文台             |      |      | 500飛虎隊 [] 错误：{{Lang}}：无文本（帮助）         |                     |          |      |
| 1987年5月11日-1989年3月31日   | 星期一至五：16:10-17:25 1988年1月4日至1989年3月31日改為16:30-17:25播出 1988年1月4日至9月16日17:50-18:15播放新飛虎隊之少女日記 | 黃金台             |      |      | 新飛虎隊 [] 错误：{{Lang}}：无文本（帮助）          |                     |          |      |
| 1989年4月3日-1991年6月28日    | 星期一至五：16:30-17:25 1990年4月2日至11月30日改為16:50-17:50播出 1990年12月3日至1991年6月28日改為16:20-16:50播出 | 本港台             |      |      | 飛虎隊 [] 错误：{{Lang}}：无文本（帮助）            |                     |          |      |
| 1991年7月1日-1993年1月1日     | 星期一至五：16:20-16:50 1992年1月6日至1993年1月1日改為16:00-16:30播出 | 本港台             |      |      | 出位放送組 [] 错误：{{Lang}}：无文本（帮助）        |                     |          |      |
| 1993年1月4日-1993年4月30日    | 星期一至五：17:00-17:30 | 本港台             |      |      | 德尊老師 [] 错误：{{Lang}}：无文本（帮助）          |                     |          |      |
| 1993年5月3日-1993年10月1日    | 星期一至五：17:00-17:30 | 本港台             |      |      | 精靈校園 [] 错误：{{Lang}}：无文本（帮助）          |                     |          |      |
| 1993年7月5日-1993年9月3日     | 星期一至五：17:00-17:30 | 本港台             |      |      | 精靈校園放暑假 [] 错误：{{Lang}}：无文本（帮助）    |                     |          |      |
| 1993年10月4日-1996年3月29日   | 星期一至五：16:00-17:30 1994年12月5日至1995年2月3日改為16:30-17:05播出 1995年2月6日至1996年3月29日改為16:05-16:40播出 | 本港台             |      |      | 機靈加油站 [] 错误：{{Lang}}：无文本（帮助）        |                     |          |      |
| 1996年4月1日-1997年9月26日    | 星期一至五：17:00-17:35 | 本港台             |      |      | 完全電腦手冊 [] 错误：{{Lang}}：无文本（帮助）      |                     |          |      |
| 1997年9月29日-1999年12月31日1 | 星期一至五：17:00-17:35 | 本港台             |      |      | 精靈一族 [] 错误：{{Lang}}：无文本（帮助）          |                     |          |      |
| 2000年1月3日-2001年4月20日    | 星期一至五：17:00-17:30 | 本港台             |      |      | Teen Teen 一百Fun [] 错误：{{Lang}}：无文本（帮助） |                     |          |      |
| 2001年4月23日-2007年10月5日   | 星期一至五：16:00-16:30 | 本港台             |      |      | 亞洲電視兒童台                                      |                     |          |      |
| 2007年10月8日-2008年10月31日  | 星期一至五：16:00-16:30 | 本港台             |      |      | 有腦E班                                             |                     |          |      |
| 2008年11月3日－2009年4月      | 星期一至五：16:10-16:40 | 本港台、亞洲高清台 |      |      | 有腦E班                                             |                     |          |      |
| 2009年5月4日-2009年10月2日    | 星期一至五：16:15-16:45 | 本港台             |      |      | 媽媽不懂的事                                        |                     |          |      |

- Teen Teen 一百Fun（2000－2001）
- 亞洲電視兒童台（2001－2007）
- 有腦E班（2007－2009）
- 開學啦（2008.08.31 20:30－22:30）
- 媽媽不懂的事（2009）
- 通識小學堂（2009－2014）
- 開心保兒日記（2011）(外判節目，節目由香港教育學院幼兒教育學系策劃，由優質教育基金贊助)
- 我們這一班（2014－）

## 大型製作節目

### 頒獎典禮
| 首播日期       | 播映時間    | 電視頻道           | 監製 | 類別         | 名稱                                 | 主持/演出/旁白/編導          | 官方網頁 | 備註                 |
| 2010年10月17日 | 20:30-22:30 | 本港台、亞洲高清台 |      | 感動香港     | 2010年度第一屆感動香港十大人物頒獎禮 | 主持：鮑起靜、林韋辰         | 網頁     |                      |
| 2011年1月29日  | 22:15-23:45 | 本港台             |      | CCTV经济人物 | 2010CCTV年度经济人物评选颁奖典礼     |                              |          |                      |
| 2011年2月19日  | 13:00-13:35 | 本港台             |      | 特區政府     | 2010特區政府施政十件大事評選頒獎典禮 |                              |          |                      |
| 2011年12月11日 | 19:30-22:00 | 本港台、亞洲台     |      | 感動香港     | ATV 2011感動香港年度人物頒獎禮       | 主持：陳啟泰、朱慧珊、林韋辰 | 網頁     |                      |
| 2012年12月2日  |             | 本港台、亞洲台     |      | 感動香港     | ATV 2012感動香港年度人物頒獎禮       | 主持：陳啟泰、鮑起靜、張家瑩 | 網頁     |                      |
| 2013年11月30日 | 19:35-22:05 | 本港台、亞洲台     |      | 感動香港     | ATV 2013感動香港年度人物頒獎禮       | 主持：陳啟泰、朱慧珊         | 網頁     |                      |
| 2014年11月30日 | 20:00-22:00 | 本港台、亞洲台     |      | 感動香港     | ATV 2014感動香港年度人物頒獎禮       | 主持：朱慧珊、蔡梓銘         | 網頁     | 亞洲電視網頁同步直播 |

### 慶典節目
| 首播日期       | 播映時間    | 電視頻道       | 集數 | 類別 | 名稱                                                      | 主持/演出/旁白/編導                                        | 官方網頁 | 備註                 |
| 2012年6月22日  | 19:30-20:30 | 本港台、亞洲台 |      | 台慶 | 全球首家華語電視台-亞洲電視55周年暨香港回歸15周年慶典     | 林韋辰、朱慧珊、劉錫賢、袁文傑、許瑩、蔡梓銘、馮雪冰       | 網頁     | 北京萬事達中心舉行   |
| 2012年6月22日  | 20:30-22:58 | 本港台、亞洲台 |      | 台慶 | 全球首家華語電視台-亞洲電視55周年暨香港回歸15周年慶典晚會 | 林韋辰、朱慧珊、劉錫賢、袁文傑、許瑩、蔡梓銘、馮雪冰       | 網頁     | 北京萬事達中心舉行   |
| 2012年7月8日   | 19:30-22:00 | 本港台、亞洲台 |      | 台慶 | 光輝歲月 亞洲電視55周年台慶頒獎典禮                       | 陳啟泰、朱慧珊、林韋辰、馮雪冰、亢帥克                     | 網頁     | 亞洲電視大埔總台舉行 |
| 2012年11月21日 | 20:30-23:15 | 本港台         |      | 台慶 | 合正榮悅之夜 亞洲電視五十五周年星光大典                   | 陳啟泰、朱慧珊、林韋辰、許瑩、劉錫賢、鮑起靜、蔡梓銘、王欣 | 網頁     | 深圳體育館舉行       |

### 音樂節目
| 首播日期      | 播映時間 | 電視頻道 | 監製 | 類別     | 名稱                                        | 主持/演出/旁白/編導                                              | 官方網頁 | 備註 |
| 1989年        |          | 本港台   |      |          | 鹿兒新派三人行                              | 主持：寶佩如、鄭瑞芬、彭家麗                                     |          |      |
| 2014年8月23日 |          | 本港台   |      | 感動香港 | Loving Hearts Loving Bands 勵志歌曲創作大賽 | 主持：梁安琪、馮家俊 星級評判：葉世榮、張佳添、劉以達、Dear Jane | 網頁     |      |

### 籌款節目
| 首播日期      | 播映時間                  | 電視頻道     | 監製 | 類別       | 名稱                           | 主持/演出/旁白/編導 | 官方網頁 | 備註                        |
| 2008年5月17日 | 16:00-19:00               | 國際台       |      | 汶川大地震 | 川粵同心,眾志成城              | | 網頁     |                             |
| 2008年5月18日 | 19:00-22:00               | 本港台       |      | 汶川大地震 | 齊心抗天災–愛心音樂會          | 主持：朱慧珊、王賢誌 | 網頁     |                             |
| 2008年5月24日 | 22:00-00:30               | 魅力資訊頻道 |      | 汶川大地震 | 齊心抗天災–愛心音樂會          | 主持：朱慧珊、王賢誌 | 網頁     |                             |
| 2008年5月25日 | 20:30-21:55               | 本港台       |      | 汶川大地震 | 齊心抗天災–祝福音樂會          | 主持：朱慧珊、王賢誌 | 網頁     |                             |
| 2008年5月31日 | 20:00-21:30               | aTV高清頻道  |      | 汶川大地震 | 齊心抗天災–祝福音樂會          | 主持：朱慧珊、王賢誌 | 網頁     |                             |
| 2008年5月31日 | 20:30-23:00               | 本港台       |      | 汶川大地震 | 為中國加油 粵港紅伶大滙演      | 嘉賓：陳笑風、阮兆輝、尹飛燕、文千歲、梁少芯、新劍郎、陳劍聲、李龍、衛駿英、陳詠儀、王超群、丁凡、蔣文端、陳玲玉、劉惠鳴、李淑勤、盧海鵬、杜詠心 | 網頁     |                             |
| 2008年5月31日 | 21:30-01:30               | 魅力資訊頻道 |      | 汶川大地震 | 送愛到四川之以生命的名義       | | 網頁     |                             |
| 2008年6月1日  | 12:50-18:00、 19:00-22:00 | 本港台       |      | 汶川大地震 | 演藝界512關愛行動大滙演        | 主持：朱慧珊、林韋辰 | 網頁     | aTV停播商業廣告，無間斷直播 |
| 2008年6月1日  | 12:50-22:00               | 魅力資訊頻道 |      | 汶川大地震 | 演藝界512關愛行動大滙演        | 主持：朱慧珊、林韋辰 | 網頁     | aTV停播商業廣告，無間斷直播 |
| 2008年6月2日  | 22:00-01:00               | 魅力資訊頻道 |      | 汶川大地震 | 送愛到四川之今晚我們的心在一起 | | 網頁     |                             |
| 2008年6月8日  | 20:30-23:00               | 本港台       |      | 汶川大地震 | 童心童聲為中國加油             | 主持：王賢誌、袁彩雲 | 網頁     |                             |
| 2008年6月14日 | 19:00-22:00               | aTV高清頻道  |      | 汶川大地震 | 童心童聲為中國加油             | 主持：王賢誌、袁彩雲 | 網頁     |                             |
| 2009年8月17日 | 19:30-23:30               | 本港台       |      | 八八水災   | 8.8水災關愛行動                | 主持：陳芷菁、曾寶儀、曾志偉 |          |                             |

### 選美節目
| 首播日期       | 播映時間    | 電視頻道            | 監製 | 類別 | 名稱                                                                                                | 主持/演出/旁白/編導                              | 官方網頁 | 備註     |
| 1985年8月17日  |             | 中文台              |      |      | 一九八五亞洲小姐（香港）競選準決賽                                                                  | 主持： 編導：蔡和平                              |          |          |
| 1985年8月31日  |             | 中文台              |      |      | 一九八五亞洲小姐（香港）競選決賽                                                                    | 主持：劉志榮、曾慶瑜 編導：陳景成 監製：周梁淑怡 |          |          |
| 1986年5月23日  |             | 中文台              |      |      | 一九八六亞洲小姐（香港）競選準決賽                                                                  |                                                  |          |          |
| 1986年6月11日  |             | 中文台              |      |      | 一九八六亞洲小姐（香港）競選決賽                                                                    |                                                  |          |          |
| 1987年7月1日   |             | 黃金台              |      |      | 一九八七亞洲小姐（香港）競選準決賽                                                                  |                                                  |          |          |
| 1987年7月23日  |             | 黃金台              |      |      | 一九八七亞洲小姐（香港）競選決賽                                                                    |                                                  |          |          |
| 1988年7月1日   |             | 黃金台              |      |      | 一九八八亞洲小姐（香港）競選準決賽 Miss Asia Pageant 1988 (Semi-Final)                              |                                                  |          |          |
| 1988年7月18日  |             | 黃金台              |      |      | 一九八八亞洲小姐（香港）競選決賽 Miss Asia Pageant 1988 (Final)                                     |                                                  |          |          |
| 1989年7月29日  |             | 本港台              |      |      | 一九八九亞洲小姐（香港）競選準決賽 Miss Asia Pageant 1989 (Semi-Final)                              |                                                  |          |          |
| 1989年8月19日  |             | 本港台              |      |      | 一九八九亞洲小姐（香港）競選總決賽 Miss Asia Pageant 1989 (Final)                                   | 主持：黃霑、鄧梓峰、陳輝虹                       |          |          |
| 1990年8月4日   |             | 本港台              |      |      | 一九九〇亞洲小姐競選（準決賽） Miss Asia Pageant 1990                                               |                                                  |          |          |
| 1990年8月17日  |             | 本港台              |      |      | 一九九〇亞洲小姐競選（決賽） Miss Asia Pageant 1990                                                 |                                                  |          |          |
| 1991年7月13日  |             | 本港台              |      |      | 一九九一亞洲小姐競選（準決賽） Miss Asia Pageant 1991                                               |                                                  |          |          |
| 1991年7月29日  |             | 本港台              |      |      | 一九九一亞洲小姐競選（決賽） Miss Asia Pageant 1991                                                 |                                                  |          |          |
| 1992年8月22日  |             | 本港台              |      |      | 一九九二亞洲小姐競選準決賽 Miss Asia Pageant 1992 Semi-Final                                        |                                                  |          |          |
| 1992年9月5日   |             | 本港台              |      |      | 一九九二亞洲小姐競選決賽 Miss Asia Pageant 1992 Final                                               |                                                  |          |          |
| 1993年7月30日  |             | 本港台              |      |      | 一九九三亞洲小姐競選準決賽 Miss Asia Pageant 1993 Semi-Final                                        |                                                  |          |          |
| 1993年8月13日  |             | 本港台              |      |      | 一九九三亞洲小姐競選決賽 Miss Asia Pageant 1993 Final                                               |                                                  |          |          |
| 1994年8月27日  |             | 本港台              |      |      | 一九九四亞洲小姐競選準決賽 Miss Asia Pageant 1994 Semi-Final                                        |                                                  |          |          |
| 1994年9月10日  |             | 本港台              |      |      | 一九九四亞洲小姐競選決賽 Miss Asia Pageant 1994 Final                                               |                                                  |          |          |
| 1995年7月23日  |             | 本港台              |      |      | 一九九五亞洲小姐競選準決賽 Miss Asia Pageant 1995 Semi-Final                                        |                                                  |          |          |
| 1995年8月6日   |             | 本港台              |      |      | 一九九五亞洲小姐競選決賽 Miss Asia Pageant 1995 Final                                               |                                                  |          |          |
| 1996年10月5日  |             | 本港台              |      |      | 一九九六亞洲小姐競選準決賽 Miss Asia Pageant 1996 Semi-Final                                        |                                                  |          |          |
| 1996年10月19日 |             | 本港台              |      |      | 一九九六亞洲小姐競選決賽 Miss Asia Pageant 1996 Final                                               |                                                  |          |          |
| 1997年10月5日  |             | 本港台              |      |      | 一九九七亞洲小姐競選準決賽 Miss Asia Pageant 1997 Semi-Final                                        |                                                  |          |          |
| 1997年10月19日 |             | 本港台              |      |      | 一九九七亞洲小姐競選決賽 Miss Asia Pageant 1997 Final                                               |                                                  |          |          |
| 1998年9月5日   |             | 本港台              |      |      | 一九九八亞洲小姐競選準決賽 Miss Asia Pageant 1998 Semi-Final                                        |                                                  |          |          |
| 1998年9月19日  |             | 本港台              |      |      | 一九九八亞洲小姐競選決賽 Miss Asia Pageant 1998 Final                                               |                                                  |          |          |
| 1999年9月19日  |             | 本港台              |      |      | 一九九九亞洲小姐競選總決賽 Miss Asia Pageant 1999 Final                                             |                                                  |          |          |
| 2004年10月24日 |             | 本港台              |      |      | 2004亞洲小姐競選總決賽 Miss Asia Pageant 2004 Final                                                 |                                                  |          |          |
| 2005年10月4日  |             | 本港台              |      |      | 2005亞洲小姐競選總決賽 Miss Asia Pageant 2005 Final                                                 |                                                  |          |          |
| 2006年10月29日 |             | 本港台              |      |      | 2006亞洲小姐競選總決賽 Miss Asia Pageant 2006 Final                                                 |                                                  |          |          |
| 2007年10月28日 |             | 本港台              |      |      | 2007亞洲小姐競選（總決賽） Miss Asia Pageant 2007 Final                                             |                                                  |          |          |
| 2008年12月4日  |             | 本港台、aTV高清頻道 |      |      | 2008亞洲小姐競選總決賽 艷光愛地球 上篇 Miss Asia Pageant 2008                                       |                                                  |          |          |
| 2008年12月7日  |             | 本港台、aTV高清頻道 |      |      | 2008亞洲小姐競選總決賽 艷光愛地球 下篇 Miss Asia Pageant 2008                                       |                                                  |          |          |
| 2009年10月24日 |             | 本港台、亞洲高清台  |      |      | 2009亞洲小姐競選準決賽 Miss Asia Pageant 2009 Semi-Final                                            |                                                  |          |          |
| 2009年11月1日  |             | 本港台、亞洲高清台  |      |      | 2009亞洲小姐競選總決賽 Miss Asia Pageant 2009 Final                                                 |                                                  |          |          |
| 2010年12月5日  |             | 本港台、亞洲高清台  |      |      | 2010亞洲小姐競選總決賽 Miss Asia Pageant 2010 Final                                                 |                                                  |          |          |
| 2011年12月30日 |             | 本港台、亞洲台      |      |      | ATV 2011亞洲小姐 大中華總決賽 ATV Miss Asia Pageant 2011 Greater China Final                        |                                                  |          |          |
| 2012年1月19日  |             | 本港台、亞洲台      |      |      | 中國·海南 ATV 2011亞洲小姐頒獎禮 ATV Miss Asia Pageant 2011 Final                                   |                                                  |          |          |
| 2012年12月15日 |             | 本港台、亞洲台      |      |      | ATV 2012亞洲小姐競選大中華總決賽 ATV Miss Asia Pageant 2012 Greater China Final                     |                                                  |          |          |
| 2013年1月21日  |             | 本港台、亞洲台      |      |      | ATV 2012亞洲小姐競選總決賽 ATV Miss Asia Pageant 2012 Final                                         |                                                  |          |          |
| 2013年9月16日  |             | 本港台、亞洲台      |      |      | ATV 2013亞洲小姐競選 衡水湖華北賽區總決賽 ATV Miss Asia Pageant 2013                                |                                                  |          |          |
| 2013年12月6日  |             | 本港台、亞洲台      |      |      | 炫美25慶典暨ATV 2013亞洲小姐大中華區頒獎禮 中國·東莞 ATV Miss Asia Pageant 2013 Greater China Final |                                                  |          |          |
| 2013年12月21日 |             | 本港台、亞洲台      |      |      | ATV 2013亞洲小姐競選總決賽 ATV Miss Asia Pageant 2013 Final                                         |                                                  |          |          |
| 2014年8月23日  | 19:00-19:55 | 本港台              |      |      | 第三屆康滌風采麗人總決賽                                                                            |                                                  |          | 錄播節目 |
| 2014年10月26日 |             | 本港台、亞洲台      |      |      | ATV 2014亞洲小姐大中華總決賽 ATV Miss Asia Pageant 2014 Greater China Final                         |                                                  |          |          |
| 2014年11月22日 |             | 本港台、亞洲台      |      |      | ATV 2014亞洲小姐競選總決賽 ATV Miss Asia Pageant 2014 Final                                         |                                                  |          |          |

## 特備節目
| 首播日期      | 時間        | 頻道   | 節目名稱                                         | 主持/演出/旁白/編導       |
| ------------- | ----------- | ------ | ------------------------------------------------ | ------------------------- |
| 2016年3月31日 | 22:55-23:05 | 本港台 | 亞洲電視新一頁 [] 错误：{{Lang}}：无文本（帮助） | 主持：吳泳茵 嘉賓：何子慧 |

## 青少年節目
- BANG BANG 新靈感 （1977）（歷任主持：毛舜筠、劉香萍、黃錦燊）

## 外銷節目時段
- 飛圖Music Video流行榜 (1992－1993) (飛圖娛樂有限公司製作，於本港台，由飛圖娛樂有限公司贊助特約播出。)
- 飛圖青春音樂網(1993)(飛圖娛樂有限公司製作，於本港台，由飛圖娛樂有限公司贊助特約播出。)
- 科學耆績（8tv8創富電視頻道製作，於本港台，由科學家專門店贊助特約播出。）
- 創富者（8tv8創富電視頻道製作，於本港台播出）
- 創出耆績（8tv8創富電視頻道製作，於本港台播出）
- 日語大放送 JP TIME TV（2005－）（2005年啓播的長壽日本旅遊節目 R by R Production Ltd.製作，於國際台、亞洲台播出） 節目網頁（日/中/英語）（页面存档备份，存于）
- 澳門諸事哩（樂天廣告有限公司製作，於本港台播出） 節目網頁
- 2007年12月31日aTV4：明報優悅生活
- 2007年8月28日本港台：紫在講珠澳(雅紫廣告傳媒有限公司製作)

## 基督教節目
| 首播日期                            | 頻道   | 集數 | 類別 | 節目名稱         | 主持/演出/旁白/編導 | 官方網頁 | 備註                                      |
| ----------------------------------- | ------ | ---- | ---- | ---------------- | ------------------- | -------- | ----------------------------------------- |
| 1974年10月                          | 中文台 | 13   |      | 幸福的音韻       |                     |          | 真証傳播製作 香港第一個基督教華語電視節目 |
| 2000年                              | 本港台 |      |      | 超時空祈禱室     |                     |          | 視博恩購買時段播放 影音使團製作           |
| 2006年-2010年                       | 本港台 |      |      | 地球深度行       |                     |          | 共五輯 與影音使團聯合製作                 |
| 2005年-2007年 2009年-2010年 2012年- | 本港台 |      |      | 恩雨之聲         |                     |          | 恩雨之聲製作                              |
| 2005年-2010年                       | 本港台 |      |      | 星火飛騰         |                     |          | 視博恩購買時段播放                        |
| 2007年-2010年                       | 本港台 |      |      | 一激音樂         |                     |          | 視博恩購買時段播放                        |
| 2009年-2010年                       | 本港台 |      |      | 如果還有明天系列 |                     |          | 影音使團製作                              |
| 2010年                              | 本港台 |      |      | 天經地義         |                     |          | 影音使團製作                              |
| 2015年                              |        |      |      | 星火飛騰         |                     |          |                                           |

## 外部連結
- 亞洲電視昔日好片